# Bliggspitze
Die Bliggspitze ist ein 3453 m ü. A. hoher Berg des Kaunergrats, einem Bergkamm der Ötztaler Alpen, und nach der Watzespitze der zweithöchste Berg des Kamms. Die Umgebung des Berges ist stark vergletschert. Im Westen, in Richtung des Kaunertals, liegt der Bliggferner, in Richtung Osten der Hintere Eiskastenferner und nach Nordosten grenzt der Mittlere Eiskastenferner, ein Hängegletscher, unmittelbar an den Gipfelaufbau. Im Süden hingegen liegt der Vordere Ölgrubenferner. Der Berg hieß in früheren Zeiten Blickspitze und er wird diesem Namen gerecht, weil er einen umfassenden Ausblick ins Kaunertal und auf die Gipfel des Weißkamms gleichermaßen erlaubt.

## Routen
Es führen Routen von Osten aus dem Pitztal, von Westen aus dem Kaunertal und über die Grate zum Gipfel. Dabei erfordern alle Routen als Hochtour bergsteigerisches Können und Eisausrüstung.
- Normalweg: Über den Ölgrubenferner, die Bliggscharte, den Bliggferner und die Westflanke und schließlich über den Nordgrat zum Gipfel.
- Direkter Südgrat aus dem Taschachtal

## Gefahrenlage
Das Abtauen der Permafrostböden in den Alpen destabilisiert die Gebirgshänge, auch in der Nähe des Gepatschspeichers. Der Hang des Bliggferners rutschte im Jahr 2007 20 Zentimeter pro Tag ab und riss damit die vergletscherte Hangstruktur zusehends auf. Damit wuchs die Wahrscheinlichkeit eines plötzlichen Abrutschens in den Stausee. Damit könnte eine Flutwelle entstehen, welche die Staumauer überwindet. Im schlimmsten Fall sei auch mit der Beschädigung der Staumauer zu rechnen.
1963 kam es in Italien an der Vajont-Staumauer zu einem ähnlich gelagerten Unfall, bei dem fast 2000 Menschen gestorben sind.